# Mia Negovetić
Mia Elizabeta Negovetić (Rijeka, 5 de octubre de 2002), es una cantautora y actriz de doblaje croata. Es conocida por ganar la primera temporada de Zvjezdice de RTL Televizija.

## Carrera profesional
Negovetić audicionó para la primera serie de Zvjezdice de RTL Televizija en 2015, cantando "Listen" de Beyoncé para los jueces Enis Bešlagić, Luka Nižetić , Zdravko Šljivac, Vanna y Alka Vuica. Ganó la competencia el 31 de octubre de 2015 al recibir el mayor número de televotos emitidos en la final. Más de dos meses antes, el 4 de agosto, en la conmemoración del vigésimo aniversario de la Operación Tormenta , Negovetić interpretó el himno nacional croata " Lijepa naša domovino " ( Nuestra hermosa patria ).), acompañado por la Banda de las Fuerzas Armadas de Croacia.
A principios de 2016, apareció en la serie de televisión de NBC Little Big Shots, donde interpretó su interpretación de "Listen" de Beyoncé. Desde 2016, Negovetić ha lanzado varios sencillos en solitario, incluidos "Trouble" y "Vrijeme je" ( It's Time ), y ha encabezado varios conciertos en el Vatroslav Lisinski Concert Hall en Zagreb.
El 23 de diciembre de 2019, Negovetić fue anunciado como uno de los dieciséis participantes en Dora 2020 , el concurso nacional en Croacia para seleccionar la entrada del país al Festival de la Canción de Eurovisión 2020, con la canción "When it Comes to You". Al cierre de la votación, la canción había recibido 31 puntos, ubicándose en segundo lugar en un campo de 16. Empató en el primer lugar pero las reglas del desempate le dieron la victoria a Damir Kedžo.
En enero de 2020, Negovetić firmó un contrato de grabación con Croatia Records. En diciembre de 2020, Negovetić fue anunciado como uno de los catorce finalistas de Dora 2021. Interpretó la canción "She's Like a Dream" que había coescrito junto con Linnea Deb , Denniz Jamm, Denise Kertes. Ocupó el tercer lugar con un total de 119 puntos. El 25 de febrero de 2021, Negovetić fue nominado al Premio al Mejor Artista Nuevo en la edición de 2021 de los Premios Porin; sin embargo, lo perdió ante Albina Grčić.
Al año siguiente, el 17 de diciembre de 2021, se anunció a Negovetić como uno de los catorce actos que actuarán en Dora 2022 con la canción "Forgive Me (Oprosti)".

## Discografía

### Individual
| "Trouble"                                                                             | 2018 | —  |  |
| "Runnin' Away"                                                                        | 2018 | —  |  |
| "Little Love"                                                                         | 2018 | —  |  |
| "Vrijeme je"                                                                          | 2019 | —  |  |
| "Na pola puta do svemira"                                                             | 2020 | —  |  |
| "When it Comes to You"                                                                | 2020 | 6  |  |
| "Pusti"                                                                               | 2020 | 14 |  |
| "Ljubav nema kraj" (with Edi Abazi)                                                   | 2021 | 9  |  |
| "She's Like a Dream"                                                                  | 2021 | 28 |  |
| "Ja ti priznajem"                                                                     | 2021 | 12 |  |
| "Forgive Me (Oprosti)"                                                                | 2022 | 20 |  |
| "—" denota lanzamientos que no se registraron o que no se lanzaron en ese territorio. |      |    |  |

## Premios y nominaciones
| Año  | Asociación | Categoría                | Candidato / trabajo | Resultado | Ref. |
| ---- | ---------- | ------------------------ | ------------------- | --------- | ---- |
| 2021 | Porin      | Mejor Artista Revelación | Sí misma            | Nominado  |      |

## Nota
1. ↑  "Na pola puta do svemira" no entró en el HR Top 40, pero alcanzó el puesto número 89 en la regional HR Top 100 (Dalmacija) chart.[20]